# Хмелевик (Киевская область)
Хмелеви́к (укр. Хмельовик) — село, входит в Березанскую городскую общину Броварского района Киевской области Украины. До 2020 года входило в состав Барышевского района.
Занимает площадь 1,03 км².

## История
Село основано в 1710 году.
Был приписан к Стефановской церкви в Семеновке
Село указано на трехверстовке Полтавской области. Военно-топографическая карта.1869 года как хутор Хмелевой

## Население
Население по переписи 2001 года составляло 180 человек.

## Местный совет
Село Хмелевик входит в состав Яблоневского сельского совета.
Адрес местного совета: 07550, Киевская обл., Барышевский р-н, c. Яблоневое, ул. Шевченко, 1.